# Zogen einst fünf wilde Schwäne
Zogen einst fünf wilde Schwäne ist ein Volks- und Antikriegslied aus Westpreußen, Ostpreußen und dem Memelland.
Überregional bekannt wurde das Lied durch den ostpreußischen Volkskundler Karl Plenzat, der die Weise 1918 in seine Sammlung Der Liederschrein aufnahm. Aufgrund der Angaben von Plenzat wurde das Lied bis 2005 als litauisches Volkslied eingeordnet. Die Veröffentlichung älterer Niederschriften durch eine Volksliedforscherin des Deutschen Volksliedarchivs im Jahr 2005 deutet darauf hin, dass das Lied eher aus den deutschen Siedlungsgebieten um die Danziger Bucht stammt.
Der eingängige und mit seinen eindringlichen Wiederholungen nahezu lakonische Text thematisiert die einschneidenden Folgen des Krieges. Nach der Veröffentlichung im letzten Jahr des Ersten Weltkriegs traf das Lied auf die Ernüchterung und Stimmungslage in der Zwischenkriegszeit und wurde sehr schnell von der deutschen Jugendbewegung aufgegriffen und ab Mitte der 1920er Jahre in Gesamtdeutschland verbreitet. Ab 1935 eliminierten die Nationalsozialisten das Lied nahezu vollständig aus dem gedruckten Liedrepertoire. Nach den Entbehrungen des Zweiten Weltkriegs und der Nachkriegszeit traf das Lied erneut den Nerv der Zeit. Ende der 1970er Jahre griff die Friedensbewegung das Lied verstärkt auf und es wurde von verschiedenen Liedermachern vorgetragen, beispielsweise von Hannes Wader und vom Folk-Duo Zupfgeigenhansel. In der Erinnerungskultur der Heimatvertriebenen aus West- und Ostpreußen spielt das Lied eine wichtige Rolle. In verschiedenen Buchtiteln wurde es als Liedincipit verwendet.

## Text und Melodie

### Textfassungen
Der Text wurde mehrfach leicht verändert. Links der heute gängige Text laut Volksliederarchiv, der wahrscheinlich auf das Jahr 1924 zurückgeht. Rechts der nach mündlicher Überlieferung im Kreis Putzig (Westpreußen) 1908 durch den Lehrer Johannes Patock erstmals notierte Text.
| Heute gängiger Text, 1924 Zogen einst fünf wilde Schwäne, Schwäne leuchtend weiß und schön. „Sing, sing, was geschah?“ Keiner ward mehr gesehn. Wuchsen einst fünf junge Birken grün und frisch an Bachesrand „Sing, sing, was geschah?“ Keine in Blüten stand. Zogen einst fünf junge Burschen stolz und kühn zum Kampf hinaus. „Sing, sing, was geschah?“ Keiner kehrt nach Haus. Wuchsen einst fünf junge Mädchen schlank und schön am Memelstrand. „Sing, sing, was geschah?“ Keins den Brautkranz wand. | Westpreußen, 1908 Zogen einst fünf wilde Schwäne, Schwäne[,] leuchtend weiss und schön[.] Sing, sing, was geschah? Keiner ward mehr gesehn. Wuchsen einst fünf junge Birken frisch und grün an Baches Rand. Sing, sing, was geschah? Keine in Blüte stand. Zogen einst fünf junge Burschen kühn und stolz zum Kampf hinaus. Sing, sing, was geschah? Keiner die Heimat wiedersah. Wuchsen einst fünf junge Mädchen, schlank und schön am Ostseestrand. Sing, sing, was geschah? Kein[e] den Brautkranz wand. |

In einer Textfassung der deutschen Jugendbewegung von 1925 sind sowohl die Schwäne als auch die Burschen stolz und kühn und sowohl die Birken als auch die Mädchen schön und schlank. Dadurch wurde die Parallele zwischen Schwäne – Burschen und Birken – Mädchen noch stärker betont. Weitere Fassungen liegen vor für: Ostpreußen 1915 (Plenzat), aus dem Vertriebenenliederbuch 1958 und unter dem Titel Ziehen schon die wilden Schwäne ein stark abgewandelter Text von Heini Prüfer aus dem Antikriegsliederbuch 1983.

### Melodie
Quelle
Die traditionelle Weise (Hörbeispiele) ist im 4/4-Takt gehalten. Die beiden letzten Zeilen – gelegentlich auch die beiden ersten Zeilen – jeder Strophe werden im Refrain gesungen. Der Refrain beginnt mit einem diatonischen Intervall, einer kleinen Septime: „Sing, sing, was geschah?…“
Der Gesang wird in der Regel gemessen schreitend von einer Gitarre oder Laute begleitet.

## Inhalt
Der eingängige und mit seinen eindringlichen Wiederholungen nahezu lakonische Text thematisiert die einschneidenden Folgen des Krieges.
Die beiden Anfangsstrophen beinhalten ungewöhnliche Vorgänge in der Natur (Schwäne, die verschwunden bleiben; Birken, die nicht blühen), die dritte und vierte schmerzvolle Erfahrungen der Menschen (Burschen, die im Krieg bleiben; Mädchen, die ehelos bleiben). Dabei verweisen die ungewöhnlichen Vorgänge in der Natur auf die leidvollen Erfahrungen der Menschen. Die Schwäne der ersten Strophe, die nicht mehr gesehen wurden, korrespondieren mit den Burschen der dritten Strophe, die vom Krieg nicht zurückkehrten. Die Birken der zweiten Strophe, die nicht in Blüten standen, korrespondieren mit den Mädchen der vierten Strophe, von denen keine den Brautkranz wand.
Die Analogien werden hergestellt durch prägnante Anaphern: Die Schwäne und Burschen zogen einst, die Birken und Mädchen wuchsen einst. In der Plenzatschen Fassung von 1918 standen die Birken zur noch klareren Verdeutlichung im Diminutiv: Birkchen – Mädchen. Die beiden ersten Zeilen jeder Strophe wecken mit verheißungsvollen Attributen frohgestimmte Erwartungen. Die Schwäne, schon in der griechischen Mythologie Symbol für edle Reinheit, sind wild, leuchtend weiß und schön. Die Birken, jung, grün und frisch, lassen an ihre hellgrünen Blätter und den hellen Stamm denken und versprechen den Frühling und Lebensfreude. Die Burschen ziehen jung, stolz und kühn in den Kampf – in Analogie zu den Schwänen geradezu wild entschlossen und von leuchtender Gesinnung. Die Mädchen stehen jung, schlank und schön am Strand – in Analogie zu den Birken zudem im verheißungsvollen Frühling. Auf die Frage Sing, sing, was geschah? werden alle Erwartungen enttäuscht. In der Antwort erfährt man nicht, was konkret geschah, nur die Folgen der Geschehnisse beziehungsweise des Krieges: Verlust, Zerstörung und Trennung.
Da unklar ist, wann der Text genau entstand – mit Sicherheit vor dem Ersten Weltkrieg – lässt sich nicht sagen, ob sich der Inhalt auf einen bestimmten Krieg bezieht. Mit seiner lakonischen Melancholie drückt er die allgemeine Ernüchterung nach vielen Kriegen aus. Ziehen die Menschen zu Beginn noch siegesgewiss und mit Abenteuerlust in den Krieg (stolz und kühn), bleiben am Ende in der Regel Tod und Verwüstung und Frauen, die den Brautkranz zur Hochzeit nicht mehr winden können und ehelos bleiben.

## Liedgeschichte

### Ursprung und Niederschriften

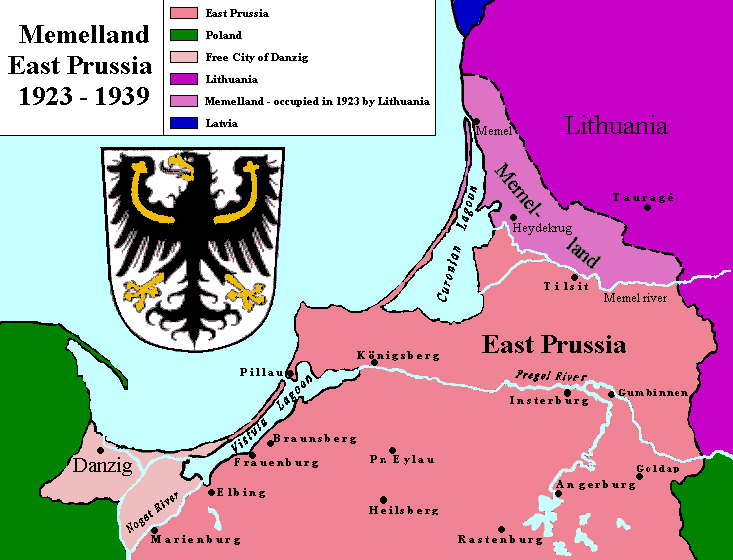
Wahrscheinliches Entstehungsgebiet des Liedes: Danziger Bucht bis Memelmündung

Der Ursprung des Textes und der Melodie ist nicht bekannt. Bis Anfang der 2000er Jahre galt Zogen einst fünf wilde Schwäne als litauisches Volkslied. Die Einordnung beruhte auf der Niederschrift des ostpreußischen Volkskundlers Karl Plenzat, der das Lied 1918 in seiner Sammlung Der Liederschrein mit deutschen, litauischen und masurischen Volksliedern aus Ostpreußen veröffentlichte. Nach Plenzats Angaben sang ihm sein Vater, der Präzentor Friedrich Plenzat, das Lied vor. Er habe es aufgezeichnet und aus dem Litauischen ins Deutsche übersetzt. Noch in einer Kurzbiographie aus dem Jahr 2002 wurde Plenzat fälschlich als Verfasser des Liedes bezeichnet.
Nachforschungen der Bibliothekarin und Forscherin am Deutschen Volksliedarchiv Barbara Boock zeigten hingegen 2005, dass sich Plenzats angebliche Übersetzung aus dem Litauischen nur sehr geringfügig von einem Text unterscheidet, den der Lehrer Johannes Patock aus dem Kreis Putzig im westpreußischen Regierungsbezirk Danzig bereits 1908 nach mündlicher Überlieferung in den Pfarreien Strellin, Schwarzau und Oxhöft notiert und als deutschsprachig bezeichnet hatte. Eine weitere frühe Niederschrift – mit Melodie – aus Enzuhnen in der heutigen Oblast Kaliningrad legt nahe, dass das Lied ursprünglich aus den deutschen Siedlungsgebieten um die Danziger Bucht stammte. Dafür spricht auch, dass es im Text von 1908 in der vierten Strophe noch Ostseestrand statt später Memelstrand heißt.
Laut Frauke Schmitz-Gropengiesser, Lehrbeauftragte am Musikwissenschaftlichen Seminar der Universität Freiburg, ist ungeklärt, ob es seinerzeit tatsächlich auch eine litauische Fassung dieses Liedes gab. Bislang habe noch keine nachgewiesen werden können.

### Verbreitung
Über die Bedeutung, Funktion und Verbreitung des Liedes im ost- und westpreußischen Ursprungsraum ist bislang nichts Näheres bekannt. Nach Plenzats Veröffentlichung im letzten Jahr des Ersten Weltkriegs traf das Lied auf die Ernüchterung und Stimmungslage in der Nachkriegszeit und wurde sehr schnell von der deutschen Jugendbewegung aufgegriffen und ab Mitte der 1920er-Jahre in Gesamtdeutschland verbreitet. Es fand sich in Turnerliederbüchern und Liederbüchern der Bündischen Jugend, der Wandervögel und Pfadfinder und in weiteren Wanderliederbüchern für Jugendliche. Bevor die Nationalsozialisten das Lied wegen seines antimilitaristischen Inhalts nahezu vollständig aus dem gedruckten Liedrepertoire eliminierten, war es bis etwa 1935 auch in Liederbüchern der Hitlerjugend und des Bunds Deutscher Mädel vertreten.
Nach den Entbehrungen des Zweiten Weltkriegs und der Nachkriegszeit traf das Lied erneut den Nerv der Zeit. Seine einsetzende Verbreitung ging nun weit über die Jugendbewegung hinaus. Neben Volks- und Wanderliederbüchern fand es Eingang in Kinder-, Schul- und konfessionelle Liederbücher.
Die breite Rezeption des Liedes nach dem Zweiten Weltkrieg hält bis heute an. Einen Höhepunkt erlebte sie in der Friedensbewegung Ende der 1970er Jahre, in der es von verschiedenen Liedermachern vorgetragen wurde, beispielsweise von Hannes Wader und vom Folk-Duo Zupfgeigenhansel. Der Bariton Hermann Prey nahm es in sein Album Kein schöner Land – Deutsche Volkslieder auf. In der Feierstunde zum 18. März wurde das Lied 2009 nach der Ansprache des Präsidenten des Abgeordnetenhauses Walter Momper auf dem Platz des 18. März vor dem Brandenburger Tor in Berlin gesungen. Als Antikriegslied fand es Eingang in Unsere Lieder. Lieder aus Hessen (1980) und in programmatische Liederbücher wie Laßt uns Frieden schaffen ohne Waffen (Hrsg. Manfred Bonson, 1983) oder das Antimilitaristische Liederbuch (Hrsg. Norbert Gerbig, 1981). Seit dieser Zeit wird das Lied von den wilden Schwänen laut Frauke Schmitz-Gropengiesser gelegentlich in Verbindung gebracht zu Where Have All the Flowers Gone (Sag mir, wo die Blumen sind) von Pete Seeger. Demgegenüber sei festzuhalten, dass beide Lieder – trotz motivischer Nähe – liedgeschichtlich nichts miteinander zu tun haben.

### Erinnerungskultur und Verwendung als Buchtitel
Zudem spielt das Volkslied in der Erinnerungskultur der Heimatvertriebenen aus West- und Ostpreußen eine wichtige Rolle und wurde als Liedincipit in verschiedenen Buchtiteln verwendet:

„Das Lied ‚Zogen einst fünf wilde Schwäne‘ gilt in diesem Kontext als untrennbar mit den ehemaligen Siedlungsgebieten im Osten verbunden, weshalb der Liedincipit gelegentlich auch in Buchtiteln Verwendung findet: Etwa beim Liederbuch ‚Der wilde Schwan. Lieder aus dem Nordostdeutschen Kulturraum‘ (1990) – womit hier der Bereich von Pommern bis zum Baltikum gemeint ist – oder bei der Neuveröffentlichung des Romans ‚Urte Kalwis‘ (1917) von Clara Ratzka im Jahre 1978. Dieser Roman spielt in der Zeit vor dem Ersten Weltkrieg in der Landschaft von Memelmündung und Haff. Bei der Neuausgabe gab der Verlag das Buch im ‚Einvernehmen mit dem Enkel der Dichterin‘ unter dem Titel ‚Zogen einst fünf wilde Schwäne‘ (Leer: Rautenberg 1978) heraus. Das allgemein bekannte Lied wird somit als spezifischer Erinnerungsträger funktionalisiert – der ehemals in Ostpreußen beheimatete Verlag sieht seine alte Tradition als Verpflichtung, die Erinnerung wachzuhalten an die deutschen Ostgebiete‘ –, auch wenn das Lied selbst in Ratzkas ‚Urte Kalwis‘-Roman gar nicht vorkommt. […] Wie stark das Schwäne-Lied mit dem Thema Krieg assoziiert wird, verdeutlicht noch ein weiterer Buchtitel, der seinen Incipit verwendet: ‚Zogen einst fünf wilde Schwäne. Roman einer Jugend‘ von Eva Wolf (Berlin 1988); hier geht es um Schülerinnen und Schüler eines Gymnasiums, die im Herbst 1944 an die Ostfront bzw. an die ‚Heimatfront‘ müssen.“

Die Balladendichterin und Schriftstellerin Agnes Miegel trug das Lied bei einer Lesung zur Mutter Ostpreußen vor. Der Autor und Verleger Werner Boschmann überschrieb 2001 ein Kapitel in Sternkes inne Augen – Liebesgeschichten aus dem Ruhrgebiet mit Zogen einst fünf wilde Schwäne.

### Noten
- Noten im Alojado Lieder-Archiv: Zogen einst fünf wilde Schwäne .

#### Chorsätze
- Satz für gemischten Chor (SATB) von Egon Poppe
- Satz für gemischten Chor (SATB) von Georg Sothilander: Noten und Audiodateien im International Music Score Library Project

### Hörbeispiele
- Anja & Bernd auf YouTube
- Tre Sorelle auf YouTube (a cappella)